# Allocasuarina littoralis
Allocasuarina littoralis là một loài thực vật có hoa trong họ Casuarinaceae. Loài này được (Salisb.) L.A.S.Johnson mô tả khoa học đầu tiên năm 1982.

## Hình ảnh

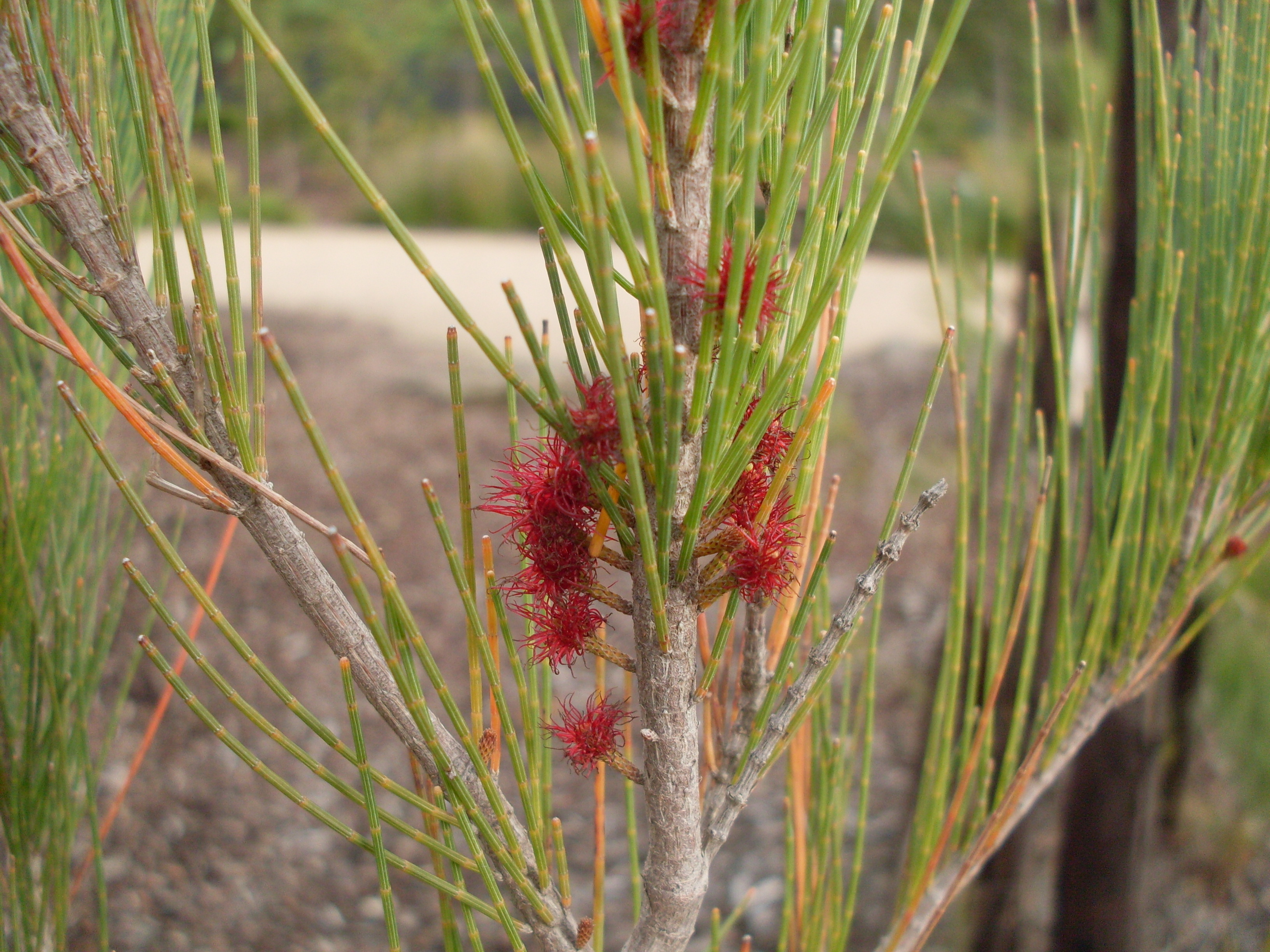
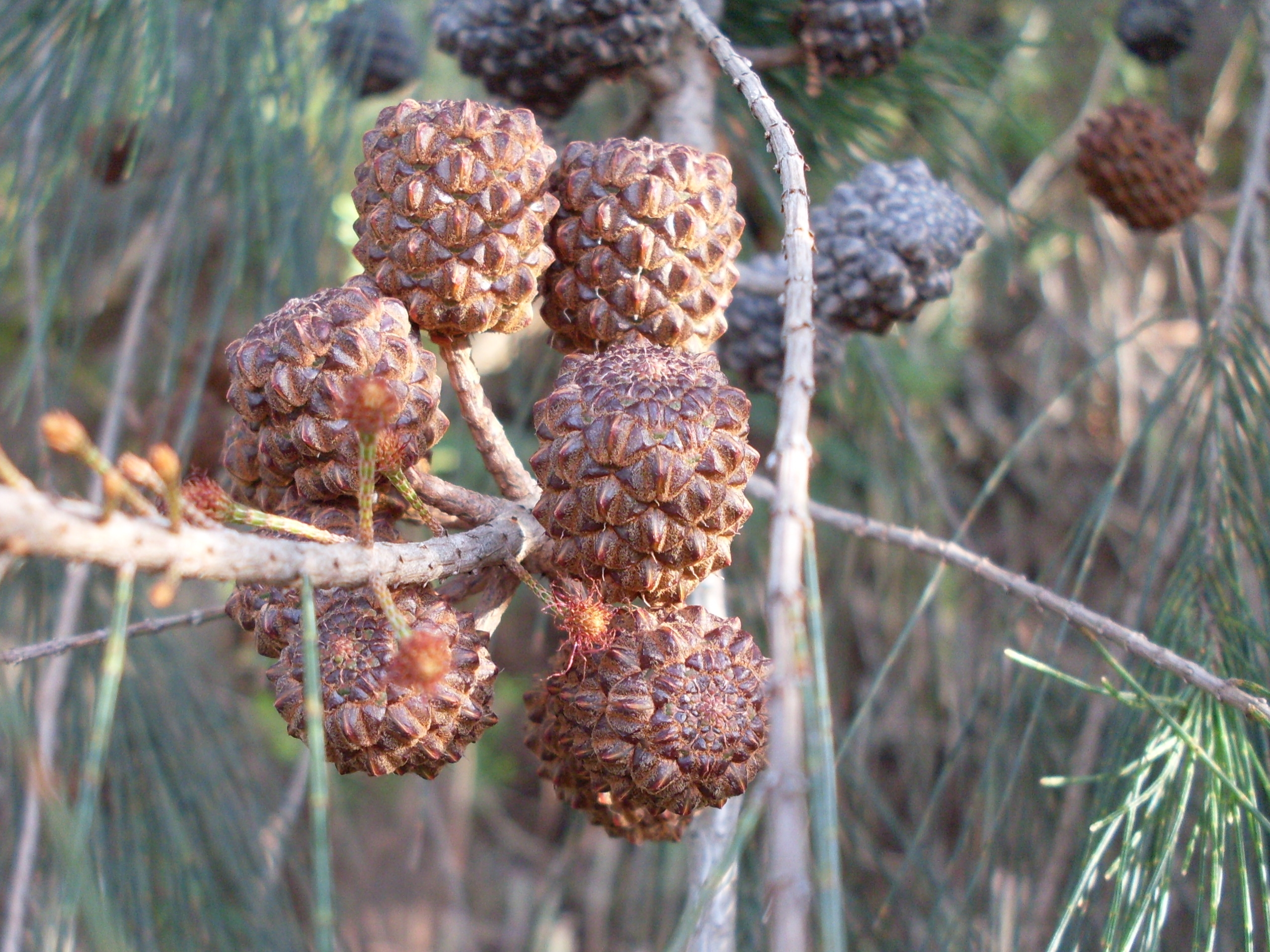